# Classificação de Graffar
Classificação de Graffar é uma classificação social internacional estabelecida em Bruxelas, Bélgica pelo Professor Graffar, como um indicador dos diversos níveis de bem-estar de um grupo social. Este método baseia-se no estudo, não apenas de uma característica social da família, mas num conjunto de cinco critérios - profissão, nível de instrução, fontes de rendimento familiar, conforto do alojamento e aspecto do bairro onde habita.
Numa primeira fase, dever-se-á atribuir a cada família observada uma pontuação para cada um dos cinco critérios enumerados e, numa segunda fase, obter-se-á o escalão que a família ocupa na sociedade com a soma destas pontuações.

## Critérios

### Profissão
Classificar-se-ão as famílias em cinco categorias, segundo a profissão exercida pelo pai. Se a mãe exercer uma profissão de nível mais elevado do que a do pai, neste caso servirá de base para a classificação da família.
1º grau: Directores de bancos, directores técnicos de empresas, licenciados, engenheiros, profissionais com títulos universitários ou de escolas especiais e militares de alta patente.
2º grau: Chefes de secções administrativas ou de negócios de grandes empresas, subdirectores de bancos, peritos, técnicos e comerciantes.
3º grau: Ajudantes técnicos, desenhadores, caixeiros, contra-mestres, oficiais de primeira, encarregados, capatazes e mestres-de-obra.
4º grau: Operários especializados com ensino primário completo (ex. motoristas, polícias, cozinheiros, etc.).
5º grau: Trabalhadores manuais ou operários não especializados (ex: jornaleiros, mandaretes, ajudantes de cozinha, mulheres de limpeza, etc.).

### Nível de instrução
As categorias são as seguintes:
1º grau: Ensino universitário ou equivalente (12 ou mais anos de estudo). Por exemplo, catedráticos e assistentes, doutores ou licenciados, títulos universitários ou de escolas superiores ou especiais, diplomados, economistas, notários, juízes, magistrados, agentes do Ministério Público, militares da Academia.
2º grau: Ensino médio ou técnico superior (10 a 11 anos de estudo). Por exemplo, técnicos e peritos.
3º grau: Ensino médio ou técnico inferior (8 a 9 anos de estudo). Por exemplo, indivíduos com cursos de liceu, industrial ou comercial, militares de baixa-patente ou sem Academia.
4º grau: Ensino primário completo (6 anos de estudo).
5º grau: Ensino primário incompleto (com um ou dois anos de escola primária, que sabem ler) ou nulo (analfabetos).